# Jacques Noël
Jacques Noël (* 6. April 1920 in Paris; † 7. Oktober 2004 in Caen) war ein französischer Florettfechter.

## Erfolge
Jacques Noël wurde 1953 in Brüssel im Mannschaftswettbewerb Weltmeister. Dazwischen erreichte er bei den Olympischen Spielen 1952 in Helsinki mit der Mannschaft ungeschlagen die Finalrunde, in der die französische Equipe ebenfalls ohne Niederlage vor Italien und Ungarn den ersten Platz belegte. Gemeinsam mit Jéhan Buhan, Jacques Lataste, Claude Netter, Christian d’Oriola und Adrien Rommel wurde er somit Olympiasieger.